# Manu propria
Manu propria è una locuzione latina che significa "(firmato) di propria mano". Si tratta di un ablativo assoluto, utilizzato talvolta nella sua forma abbreviata m.p. in fondo a documenti stampati, per indicare chi ha stampato o edito il testo.

## Utilizzo storico
Miniature particolareggiate di manu propria furono usate spesso da alti dignitari o funzionari durante il medioevo per attestare l'autenticità del manoscritto.
Durante il XVIII secolo, la sigla m.p. venne spesso apposta in fondo a documenti stampati non solo latini.
M.p. compare anche sul proclama An meine Völke dell'imperatore Francesco Giuseppe I d'Austria nel 1914.